# Semir Zeki
Semir Zeki (ur. 1940) – brytyjski neurobiolog i neurofizjolog, dotychczas zajmował się badaniem mózgu małp naczelnych, w szczególności kory wzrokowej. Jest uważany za jednego z głównych twórców neuroestetyki. Studiował w University College London (UCL), gdzie był główny pracownikiem naukowy Towarzystwa Królewskiego w Londynie, a następnie mianowanym profesorem neurobiologii. Od 2008 roku jest profesorem neuroestetyki w University College London (UCL). 

## Badania
Prowadzi badania dotyczące neuronalnych korelatów stanów afektywnych takich jak miłość, pragnienie czy piękno. Początkowo zajmował się badaniem i zdefiniowaniem funkcji kory wzrokowej makaków. Wyniki tych doświadczeń pozwoliły mu na sformułowanie istotnych hipotez dotyczących funkcjonowania ludzkiego mózgu, a zwłaszcza przetwarzania obrazów.

## Działalność międzynarodowa
Zeki wykładał w wielu krajach świata, przedstawiając rezultaty swych badań i popularyzując neurobiologię. Opublikował trzy książki: A Vision of the Brain (Blackwell, Oxford 1993), Inner Vision: an exploration of art and the brain (OUP, 1999); Splendors and Miseries of the Brain (Wiley-Blackwell, Oxford 2009) – przełożona na język polski jako "Blaski i cienie pracy mózgu" (WUW, 2012), jest też współautorem La Quête de l'essentiel, Les Belles Lettres, Archimbaud, Paris, 1995 oraz La bella e la bestia, 2011, Laterza, Włochy (z L. Lumer). 
Był redaktorem czasopisma naukowego Philosophical Transactions of the Royal Society (B) w latach 1997–2004. Członek wielu międzynarodoweych organizacji naukowych. Doktor honoris causa następujących uczelni: Uniwersytet Aston, Uniwersytet w Aberdeen, Uniwersytet Narodowy im. Kapodistriasa w Atenach oraz Uniwersytet Arystotelesa w Tessalonikach.